# Selim Amallah
Selim Amallah (Hautrage, 15 november 1996) is een Marokkaans-Belgisch profvoetballer die doorgaans als middenvelder speelt. Hij verruilde in januari 2023 Standard Luik voor Real Valladolid, dat hem voor het seizoen 2023/24 verhuurd aan Valencia CF. Amallah debuteerde in 2019 in het Marokkaans voetbalelftal.

## Clubcarrière
Amallah genoot zijn jeugdopleiding bij RSC Anderlecht en RAEC Bergen. Zijn eerste profcontract tekende hij echter bij Royal Excel Moeskroen. Daar mocht hij al snel zijn officiële debuut maken in het eerste elftal: op de openingsspeeldag mocht hij tegen Sporting Charleroi in de 89e minuut invallen voor Julian Michel. Ook op de tweede en zesde speeldag viel hij in. Daar bleef het dat seizoen echter bij. Na één seizoen bij Moeskroen verhuisde Amallah dan ook naar tweedeklasser AFC Tubize.
Bij Tubeke kreeg Amallah veel speeltijd. Na één seizoen haalde Moeskroen hem terug naar Le Canonnier. Bij zijn tweede passage bij Moeskroen kreeg Amallah wél veel speeltijd. Dat vertrouwen bekroonde hij met negen competitiedoelpunten in zijn eerste seizoen. Amallah trok die goede lijn door naar zijn tweede seizoen en versierde zo in de zomer van 2019, samen met ploegmaat Mergim Vojvoda, een transfer naar Standard Luik. Daar moest hij na het vertrek van Răzvan Marin naar AFC Ajax wat creativiteit bijbrengen op het middenveld.
Amallah vond meteen zijn draai bij Standard, waar hij opnieuw meteen zijn stempel kon drukken. In november 2020 won hij dan ook de Belgische Leeuw, de prijs voor de beste speler van Noord-Afrikaanse/Arabische origine in de Belgische competitie. Op 12 oktober 2021 hielp hij zijn land met twee goals aan een 1-4-zege tegen Guinee, die Marokko een ticket voor de WK-playoffs opleverde.

## Clubstatistieken
| Seizoen         | Club                  | Land            | Competitie         | Competitie | Competitie | Beker | Beker | Europees | Europees | Totaal | Totaal |
| Seizoen         | Club                  | Land            | Competitie         | Wed.       | Dlp.       | Wed.  | Dlp.  | Wed.     | Dlp.     | Wed.   | Dlp.   |
| --------------- | --------------------- | --------------- | ------------------ | ---------- | ---------- | ----- | ----- | -------- | -------- | ------ | ------ |
| 2015/16         | Royal Excel Moeskroen | Vlag van België | Jupiler Pro League | 3          | 0          | —     | —     | —        | —        | 3      | 0      |
| 2016/17         | AFC Tubize            | Vlag van België | Proximus League    | 24         | 0          | 1     | 0     | —        | —        | 25     | 0      |
| 2017/18         | Royal Excel Moeskroen | Vlag van België | Jupiler Pro League | 29         | 9          | 2     | 0     | —        | —        | 31     | 9      |
| 2018/19         | Royal Excel Moeskroen | Vlag van België | Jupiler Pro League | 23         | 5          | 1     | 0     | —        | —        | 24     | 5      |
| 2019/20         | Standard Luik         | Vlag van België | Jupiler Pro League | 25         | 7          | 2     | 0     | 5        | 2        | 32     | 9      |
| 2020/21         | Standard Luik         | Vlag van België | Jupiler Pro League | 27         | 10         | 3     | 1     | 6        | 4        | 36     | 15     |
| 2021/22         | Standard Luik         | Vlag van België | Jupiler Pro League | 19         | 3          | 1     | 0     | —        | —        | 20     | 3      |
| Carrière totaal | Carrière totaal       | Carrière totaal | Carrière totaal    | 150        | 34         | 10    | 1     | 11       | 6        | 171    | 41     |

Bijgewerkt op 29 april 2022.

## Interlandcarrière
Amallah maakte op 15 november 2019 tegen Mauritanië zijn debuut voor het Marokkaans voetbalelftal. Hij startte die wedstrijd meteen in de basis. In zijn derde interland, op 9 oktober 2020 tegen Senegal, scoorde hij zijn eerste interlanddoelpunt.

## Interlands
| Interlands van Selim Amallah | Interlands van Selim Amallah | Interlands van Selim Amallah | Interlands van Selim Amallah | Interlands van Selim Amallah | Interlands van Selim Amallah | Interlands van Selim Amallah |
| No.                          | Datum                        | Wedstrijd                    | Uitslag                      | Soort Wedstrijd              | Doelpunten                   |                              |
| Als speler bij Standard Luik | Als speler bij Standard Luik | Als speler bij Standard Luik | Als speler bij Standard Luik | Als speler bij Standard Luik | Als speler bij Standard Luik | Als speler bij Standard Luik |
| ---------------------------- | ---------------------------- | ---------------------------- | ---------------------------- | ---------------------------- | ---------------------------- | ---------------------------- |
| 1.                           | 15 november 2019             | Marokko – Mauritanië         | 0 – 0                        | Kwalificatie Afrika Cup 2021 | -                            |                              |
| 2.                           | 19 november 2019             | Burundi – Marokko            | 0 – 3                        | Kwalificatie Afrika Cup 2021 | -                            |                              |
| 3.                           | 9 oktober 2020               | Marokko – Senegal            | 3 – 1                        | Vriendschappelijk            | 10'                          |                              |
| 4.                           | 13 oktober 2020              | Marokko – Congo-Kinshasa     | 1 – 1                        | Vriendschappelijk            | -                            |                              |
| 5.                           | 26 maart 2021                | Mauritanië – Marokko         | 0 – 0                        | Kwalificatie Afrika Cup 2021 | -                            |                              |
| 6.                           | 30 maart 2021                | Marokko – Burundi            | 1 – 0                        | Kwalificatie Afrika Cup 2021 | -                            |                              |
| 7.                           | 8 juni 2021                  | Marokko – Ghana              | 1 – 0                        | Vriendschappelijk            | -                            |                              |
| 8.                           | 12 juni 2021                 | Marokko – Burkina Faso       | 1 – 0                        | Vriendschappelijk            | -                            |                              |
| 9.                           | 2 september 2021             | Marokko – Soedan             | 2 – 0                        | Kwalificatie WK 2022         | -                            |                              |
| 10.                          | 6 oktober 2021               | Marokko – Guinee-Bissau      | 2 – 0                        | Kwalificatie WK 2022         | -                            |                              |
| 11.                          | 9 oktober 2021               | Guinee-Bissau – Marokko      | 0 – 3                        | Kwalificatie WK 2022         | -                            |                              |
| 12.                          | 12 oktober 2021              | Guinee – Marokko             | 1 – 4                        | Kwalificatie WK 2022         | 43' 65'                      |                              |
| 13.                          | 10 januari 2022              | Marokko – Ghana              | 1 – 0                        | Afrika Cup 2021              | -                            |                              |
| 14.                          | 14 januari 2022              | Marokko – Comoren            | 2 – 0                        | Afrika Cup 2021              | 43'                          |                              |
| 15.                          | 18 januari 2022              | Gabon – Marokko              | 2 – 2                        | Afrika Cup 2021              | -                            |                              |
| 16.                          | 25 januari 2022              | Marokko – Malawi             | 2 – 1                        | Afrika Cup 2021              | -                            |                              |
| 17.                          | 30 januari 2022              | Egypte – Marokko             | 2 – 1 nv                     | Afrika Cup 2021              | -                            |                              |
| 18.                          | 25 maart 2022                | Congo-Kinshasa – Marokko     | 1 – 1                        | Kwalificatie WK 2022         | -                            |                              |
| 19.                          | 29 maart 2022                | Marokko – Congo-Kinshasa     | 4 – 1                        | Kwalificatie WK 2022         | -                            |                              |
| Totaal                       | Totaal                       | Totaal                       | Totaal                       | Totaal                       | 4                            |                              |

Bijgewerkt tot 29 april 2022